# Syncinésie
 (octobre 2019).
Si vous disposez d'ouvrages ou d'articles de référence ou si vous connaissez des sites web de qualité traitant du thème abordé ici, merci de compléter l'article en donnant les références utiles à sa vérifiabilité et en les liant à la section « Notes et références ».
Une syncinésie (appelée parfois mouvement syncinétique) est la contraction involontaire d'un muscle ou d'un groupe de muscles apparaissant alors qu'un autre mouvement volontaire ou réflexe est effectué. Les syncinésies constituent un des signes cliniques du syndrome pyramidal, constaté chez les personnes hémiplégiques ou hémiparétiques. De plus, leur présence constitue un des signes neurologiques discrets faisant partie des caractéristiques cliniques de l'enfant avec dyspraxie.
Toutefois, certains mouvements syncinétiques ne sont signe d'aucune pathologie , tel le mouvement de la mâchoire lors de l'utilisation de ciseaux. On peut évoquer une syncinésie réflexe.
Les différents types de mouvements syncinétiques sont :
- les mouvements syncinétiques globaux : ils sont provoqués par des évènements tels que la toux, le bâillement, l'effet de surprise (bruit inattendu, peur de la survenue d'un incident imminent, etc.) et l'effort. L'hémicorps effectue un mouvement de flexion du membre supérieur et d'extension du membre inférieur. Lorsqu'il est provoqué par l'effort, on dit aussi syncinésie d'effort.
- les mouvements syncinétiques de coordination : c'est une contraction grossière d'un membre initié sur une contraction volontaire et ciblée, en flexion comme en extension. Exemple : lorsque le patient A est assis et veut lever la cuisse pour maintenir la jambe levée, la cheville effectue une dorsiflexion. Ce patient A est donc dans l'impossibilité de ramener sa jambe tendue tout en faisant une pointe avec le pied : difficulté pour mettre ou enlever ses chaussettes et chaussures, pour descendre de voiture sans salir la portière avec le pied, etc)
- les mouvements syncinétiques d'imitation : ils concernent surtout le membre supérieur, en particulier le poignet. L'hémicorps sain essaie d'imiter les mouvements volontaires de l'hémicorps affecté.

Les mécanismes avancés pour expliquer la syncinésie incluent la mauvaise régénération des nerf, l'hyperexcitabilité des noyaux et la transmission éphaptique.